# Albert Genrich
Albert Genrich (* 19. Januar 1912 in Berlin; † 20. Juni 1996) war ein deutscher Prähistoriker.

## Leben

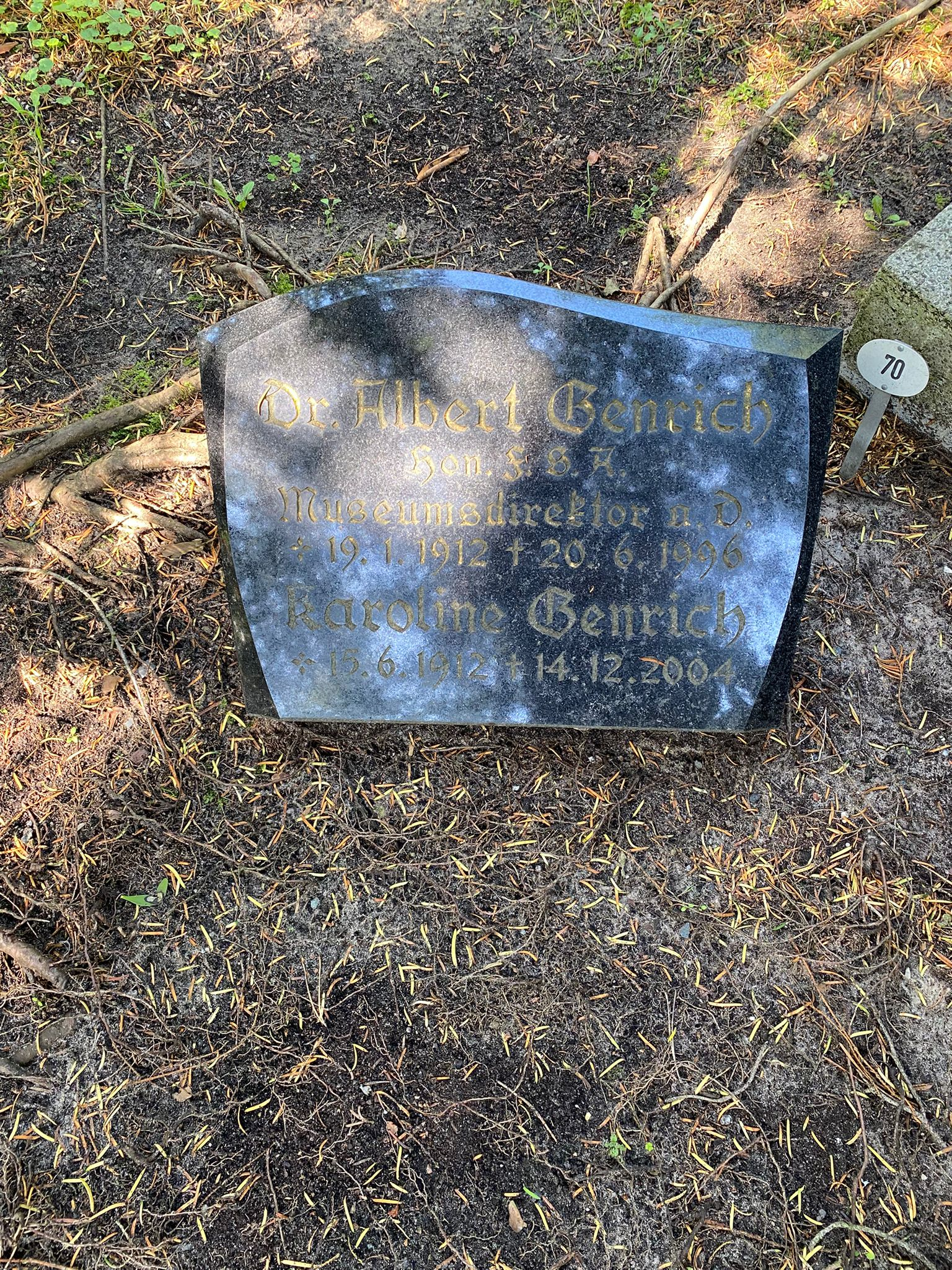
Grabstätte

Albert Genrich studierte in Berlin und Kiel Prähistorische Archäologie. Während des Studiums schloss er sich der Landsmannschaft Palaio-Silesia an. 1937 wurde er in Kiel bei Gustav Schwantes zum Dr. phil. promoviert. Seit 1954 war er als Kustos am Niedersächsischen Landesmuseum in Hannover tätig und von 1974 bis zu seinem Ruhestand 1977 Direktor von dessen Urgeschichtlicher Abteilung.
1949 war er einer der Gründer der Arbeitsgemeinschaft für Sachsenforschung, die Studien in den Ländern rund um die Nordsee förderte; seit 1964 war er deren Präsident. Er gilt als der Initiator der landesgeschichtlich ausgerichteten Sachsenforschung in Niedersachsen. Er publizierte auf dem Gebiet der Völkerwanderungszeit in Deutschland. Seine Veröffentlichungen sind für die Zeit der angelsächsischen Besiedlung Englands signifikant. Des Weiteren führte Genrich wichtige Ausgrabungen, vor allem am Altsächsischen Gräberfeld Liebenau bei Liebenau, durch.
Albert Genrich wurde 1962 Korrespondierendes Mitglied des Deutschen Archäologischen Instituts, die Society of Antiquaries of London ernannte ihn 1975 zum Fellow. 1970 gehörte er zu den Gründungsmitgliedern der Archäologischen Kommission für Niedersachsen.
Seine letzte Ruhestätte erhielt Albert Genrich auf dem Berliner Friedhof In den Kisseln.

## Publikationen (Auswahl)
Siehe Reinhard Maier: Verzeichnis der Schriften Albert Genrichs 1935–1975. In: Hans-Jürgen Häßler (Hrsg.): Studien zur Sachsenforschung 1. Hildesheim 1977, S. 467–471.
- Der angelsächsische Machtbereich der Völkerwanderungszeit. In: Offa. 6/7, 1941/1942, S. 98–107.
- Formenkreise und Stammesgruppen in Schleswig-Holstein. Nach geschlossenen Funden des 3. bis 6. Jahrhunderts (= Vor- und frühgeschichtliche Untersuchungen aus dem Schleswig-Holsteinischen Landesmuseum für Vor- und Frühgeschichte in Schleswig und dem Institut für Ur- und Frühgeschichte der Universität Kiel. NF 10, ISSN 0581-9741). Wachholtz, Neumünster 1954 (Dissertation).
- Der Friedhof Liebenau und seine Bedeutung für die Besiedlungs- und Kulturgeschichte des Mittelwesergebietes in: Die Kunde N. F. 11, 1960, S. 60–65.
- mit Alfred Falk: Liebenau. Ein sächsisches Gräberfeld (= Wegweiser zur Vor- und Frühgeschichte Niedersachsens. Heft 3). Lax, Hildesheim 1970, ISBN 3-7848-1903-6 .
- Grabbeigaben und germanisches Recht. In: Die Kunde. 22, 1971, S. 189–226 (Universität Hamburg, juristische Dissertation vom 22. Januar 1970).
- Der gemischtbelegte Friedhof bei Liebenau, Kreis Nienburg. Band 1. Lax, Hildesheim 1972.
- Die Altsachsen (= Veröffentlichungen der Urgeschichtlichen Sammlungen des Landesmuseums zu Hannover. 25). Lax, Hildesheim 1981, ISBN 3-7848-1225-2.